# 16 августа
16 августа — 228-й день года (229-й в високосные годы) по григорианскому календарю.
До конца года остаётся 137 дней.
До 15 октября 1582 года — 16 августа по юлианскому календарю, с 15 октября 1582 года — 16 августа по григорианскому календарю.
В XX и XXI веках соответствует 3 августа по юлианскому календарю.

## Праздники и памятные дни

### Национальные
- Доминиканская Республика — День возрождения Республики
- Италия — Сиенский Палио
- Кипр — День независимости (от Великобритании)
- США — Праздник воздушно-десантных войск[2]
- Парагвай — День ребёнка

### Региональные
- Теннесси ( США) — День памяти Элвиса
- Россия — День малинового варенья[3]

### Религиозные
Православие
- - Память преподобных Исаакия, Далмата и Фавста (IV—V в.)[6];
  - память преподобного Антония Римлянина, Новгородского чудотворца (1147);
  - память мученика Раждена Перса (457);
  - память преподобного Космы отшельника (VI в.)[7];
  - память священномученика Вячеслава Луканина, диакона (1918);
  - память священномученика Николая Померанцева, пресвитера (1938).

### Именины

#### Католические
- Диомед, Лаврентий, Лорикат, Серена.

#### Православные
Дата по новому стилю:
Мужские
- Антоний (Антон) — преподобный Антоний Римлянин;
- Вячеслав — священномученик Вячеслав (Луканин);
- Далмат (Далматий) — Далмат Далматский (Константинопольский);
- Иоанн (Иван) — преподобный Иоанн, игумен Паталарейский;
- Исаакий (Исаак, Исак, Исакий) — преподобный Исаакий Далматский;
- Косма (Коэма, Козьма, Кузьма) — отшельник Косма Фаранский (Палестинский), Антиохийский;
- Николай — священномученик Николай (Померанцев);
- Ражден — мученик Ражден;
- Фавст (Фауст) — преподобный Фавст Далматский.

Женские
- Саломия — мироносица Саломия (мать апп. Иакова и Иоанна).

## События
См. также: Категория:События 16 августа

### До XIX века
- 963 — Никифор II Фока вступил на трон Византии[9].
- 1284 — бракосочетание королевы Наварры Иоанны I и будущего короля Франции Филиппа IV[10].
- 1685 — Великая Турецкая война: османское войско разбито в сражении при Гране[11].
- 1732 — мальтийский флот под командованием адмирала Шамбре одержал победу над османами в битве при Думьяте[фр.][12].
- 1777 — Сражение при Беннингтоне.
- 1780 — разгром американцев британцами близ Камдена.
- 1788 — министр финансов Франции Л. де Бриенн объявил государство банкротом.

### XIX век
- 1804 — в Булонском лесу прошло первое награждение орденом Почётного легиона.
- 1811 — доклад министра иностранных дел герцога де Бассано Наполеону I о необходимости наметить начало вторжения в Россию на июнь 1812 года.
- 1812
  - Отечественная война 1812 года: Смоленское сражение.
  - Британско-Американская война: американский генерал Уильям Халл[англ.] сдал Форт Детройт без боя британской армии.
- 1819 — Манчестерская бойня, побоище во время митинга с требованием всеобщего избирательного права в Англии.
- 1857 — в Канаде отменено тюремное заключение за долги.
- 1858 — британская королева Виктория отправила поздравительную телеграмму президенту США Джеймсу Бьюкенену по телеграфу через Атлантику[13].
- 1874 — в США из Крыма прибыли на поселение первые немцы-меннониты.
- 1891 — прибытием в Санкт-Петербург завершилось Восточное путешествие Николая II.
- 1896 — в Клондайке открыто месторождение золота. Начало «золотой лихорадки» в регионе.

### XX век
- 1906 — землетрясения в Чили, более 3800 погибших.
- 1913 — университет Тохоку стал первым японским университетом, который открыл двери для женщин-студентов.
- 1920 — Советско-польская война: битва при Радзымине завершилась победой Польши.
- 1927 — началась трагическая воздушная гонка на приз Джеймса Доула.
- 1930
  - В канадском Гамильтоне начались первые Игры Британской империи (ныне — Игры Содружества).
  - Создан первый звуковой цветной мультфильм.
- 1933 — лидер немецких нацистов Герман Геринг запретил в Пруссии вивисекцию (операции на живых животных).
- 1938 — Исполком Коминтерна принял решение о роспуске Польской коммунистической партии в связи с проникновением туда фашистских агентов.
- 1941 — в СССР издан приказ № 270, в котором давалось чёткое определение, кого из военнослужащих Красной армии считать предателями Родины.
- 1945 — в Москве между СССР и Польшей подписан договор о советско-польской границе, в основу которой была положена «линия Керзона», предложенная ещё в 1919—1920 годах.
- 1946 — «День прямого действия» в Калькутте, около 4000 погибших в столкновениях мусульман, индусов и сикхов.
- 1950 — состоялось первое заседание современного индонезийского парламента — Совета народных представителей.
- 1954
  - Вышел в свет первый выпуск журнала «Sports Illustrated».
  - Катастрофа Bristol 170 под Паксе, 47 погибших.
- 1956
  - «Битва над Палмдейлом» — попытка американских ВВС сбить неуправляемый беспилотный летательный аппарат
  - В СССР принято постановление об орошении и освоении целинных земель.
- 1960
  - Джозеф Киттингер совершил прыжок с парашютом с высоты около 32 километров. За четыре с половиной минуты до открытия основного парашюта он развил скорость 988 км/ч. Однако это достижение не было засчитано как мировой рекорд, так как Киттингер использовал небольшой стабилизирующий парашют.
  - Кипр провозглашён самостоятельным государством — Республикой Кипр.
  - Основана Международная академия астронавтики.
- 1962
  - Пит Бест изгнан из состава «Битлз», на его место пришёл Ринго Старр.
  - Французская Индия официально перешла республике Индии, так как вступил в силу французско-индийский договор об уступке.
- 1965 — первая катастрофа Boeing 727. Произошла на озере Мичиган. 30 человек погибли.
- 1972 — в Торонто открылась Национальная выставка, на которой впервые для западного мира были представлены производители Китая.
- 1978 — Шри-Ланка провозгласила себя социалистической республикой.
- 1985 — Мадонна в свой день рождения вышла замуж за Шона Пенна, который отметил день рождения на следующий день.
- 1987 — катастрофа MD-82 в Детройте, в результате которой погибли 156 человек. Единственная выжившая — 4-летняя девочка Сесилия Сичан.
- 1988
  - Крушение скоростного поезда «Аврора», в результате которого погиб 31 человек и более 100 получили ранения.
  - Создание программного обеспечения для ИИ компанией IBM.
- 1990 — Указом Президента СССР Александру Солженицыну и его супруге возвращено гражданство СССР.
- 1991
  - Иоанн Павел II начал первый за всю историю римских пап визит в Венгрию.
  - Катастрофа Boeing 737 под Импхалом, 69 погибших.
- 1992 — сборная России по футболу провела первый матч в своей новейшей истории. В Москве российские футболисты одержали победу над сборной Мексики 2:0.
- 1993 — Иан Мёрдок основал сообщество «Debian», занимающееся созданием и распространением свободного дистрибутива Debian GNU/Linux.
- 1995 — большинство населения Бермудских островов на референдуме проголосовали против независимости и за сохранение статуса британской колонии.
- 1996 — после года плена экипаж принудительно посаженного на аэродром вблизи города Кандагар в Афганистане самолёта Ил-76 (командир В. И. Шарпатов) совершил побег на своём самолёте[14].

### XXI век
- 2005 — катастрофа MD-82 под Мачикесом (Венесуэла) во время урагана, погибли 160 человек.
- 2006 — в русской Википедии появилась юбилейная, 100-тысячная статья.
- 2009 — во время тренировочного полёта в Подмосковье в районе аэродрома Раменское столкнулись и разбились 2 самолёта Су-27 эскадрильи «Русские витязи». Погиб командир эскадрильи Игорь Ткаченко.
- 2010 — в аэропорту города Сан-Андрес и Провиденсия потерпел крушение самолёт Boeing 737-700 колумбийской авиакомпании AIRES, погибли 2 человека, 129 пострадали.
- 2015 — катастрофа ATR 42 под Оксибилом в Индонезии, погибли 54 человека.
- 2017 — вступила в силу Минаматская конвенция о ртути.

## Родились
См. также: Категория:Родившиеся 16 августа

### До XIX века
- 980 — Ибн Сина (ум. 1037), иранский философ, поэт, врач, музыкант.
- 1596 — Фридрих V (ум. 1632), курфюрст Палатинского холма и король Богемии.
- 1603 — Адам Олеарий (ум. 1671), немецкий учёный, библиотекарь, секретарь голштинского посольства в Московском государстве (1636—1639).
- 1645 — Жан де Лабрюйер (ум. 1696), французский писатель.
- 1650 — Винченцо Коронелли (ум. 1718), итальянский картограф и энциклопедист.
- 1682 — Людовик Бургундский (ум. 1712), наследник французского трона.

### XIX век
- 1811 — Пётр Севастьянов (ум. 1867), русский археолог, археограф, собиратель книжных памятников славянской и византийской культуры.
- 1815 — Джованни Боско (ум. 1888), католический святой, основатель ордена салезианцев.
- 1816 — Пётр Кудрявцев (ум. 1858), русский историк, литературный критик, писатель.
- 1832 — Вильгельм Вундт (ум. 1920), немецкий психолог, физиолог, философ и языковед.
- 1845 — Габриэль Липпман (ум. 1921), французский физик, лауреат Нобелевской премии (1908).
- 1848 — Владимир Сухомлинов (ум. 1926), российский военный министр (1909—1915).
- 1858 — Артур Ахляйтнер (ум. 1927), немецкий писатель, этнограф-любитель.
- 1860 — Жюль Лафорг (ум. 1887), французский поэт.
- 1871 — Захарий Палиашвили (ум. 1933), грузинский советский композитор, народный артист Грузии.
- 1872 — Зигмунд фон Хаузеггер (ум. 1948), австрийский дирижер, композитор, музыкальный критик и педагог.
- 1876 — Иван Билибин (ум. 1942), русский советский художник-график, книжный иллюстратор, театральный художник.
- 1888 — Лоуренс Аравийский (ум. 1935), британский разведчик, путешественник.
- 1894 — Джордж Мини (ум. 1980), американский профсоюзный деятель, антикоммунист.

### XX век
- 1902 — Юрий Рерих (ум. 1960), русский востоковед, лингвист, филолог, искусствовед, этнограф, путешественник.
- 1904 — Уэнделл Стэнли (ум. 1971), американский биохимик, лауреат Нобелевской премии по химии (1946).
- 1906 — Зоя Рождественская (ум. 1953), популярная лирическая эстрадная певица (сопрано), яркая представительница ленинградской эстрады.
- 1911 — Андрей Трофимук (ум. 1999), геолог-нефтяник, академик, Герой Социалистического Труда.
- 1913 — Менахем Бегин (ум. 1992), израильский политический деятель, лауреат Нобелевской премии мира (1978).
- 1914 — Александр Дашков (ум. 2004), оперный певец (бас), солист Рижского театра оперы и балета.
- 1914 — Павел Кутахов (ум. 1984), Главный маршал авиации, дважды Герой Советского Союза.
- 1920
  - Леонид Беда (ум. 1976), лётчик-штурмовик, генерал-лейтенант авиации, дважды Герой Советского Союза.
  - Чарльз Буковски (ум. 1994), американский поэт и писатель.
- 1921
  - Гидо Кокарс (ум. 2017), советский и латвийский хоровой дирижёр, основатель камерного хора «Ave Sol».
  - Имантс Кокарс (ум. 2011), латвийский хоровой дирижёр, хормейстер, педагог, народный артист СССР.
  - Валентин Николаев (ум. 2009), советский футболист, заслуженный мастер спорта.
  - Владимир Чеботарёв (ум. 2010), советский и российский кинорежиссёр, сценарист.
- 1925 — Радий Погодин (ум. 1993), русский советский писатель, сценарист.
- 1929
  - Хельмут Ран (ум. 2003), немецкий футболист, чемпион мира (1954).
  - Билл Эванс (ум. 1980), американский джазовый пианист и композитор.
- 1934
  - Диана Уинн Джонс (ум. 2011), британская писательница, автор фантастических романов.
  - Пьер Ришар, французский киноактёр и режиссёр.
- 1939
  - Андраш Бальцо, венгерский спортсмен-пятиборец, трёхкратный олимпийский чемпион, многократный чемпион мира.
  - Валерий Рюмин (ум. 2022), советский космонавт, дважды Герой Советского Союза.
  - Ярмо Сермиля, финский композитор и педагог.
- 1940 — Брюс Бересфорд, австралийский кинорежиссёр, обладатель «Оскара».
- 1944 — Кевин Эйерс (ум. 2013), британский вокалист, гитарист («Soft Machine», «Wilde Flowers»), автор песен.
- 1947 — Геннадий Цыганков (ум. 2006), советский хоккеист, двукратный олимпийский чемпион, 6-кратный чемпион мира.
- 1948 — Барри Хэй, вокалист и лидер нидерландской хард-рок-группы «Golden Earring».
- 1951 — Мирдза Мартинсоне, советская и латвийская актриса театра и кино.
- 1954 — Джеймс Кэмерон, канадский кинорежиссёр, лауреат премий «Оскар», «Золотой глобус» и мн. др.
- 1957
  - Кирилл Набутов, советский и российский теле- и радиоведущий, спортивный комментатор.
  - Тим Фаррисс, австралийский гитарист, один из основателей рок-группы INXS.
- 1958
  - Анджела Бассетт, американская актриса, режиссёр и продюсер.
  - Мадонна (наст. имя Луиза Вероника Чикконе), американская певица, танцовщица, актриса, лауреат множества премий.
- 1962 — Стив Карелл, американский комедийный актёр, обладатель премии «Золотой глобус».
- 1968 — Дмитрий Харин, советский и российский футболист, вратарь.
- 1969 — Игорь Коробчинский, советский и украинский гимнаст, олимпийский чемпион (1992), многократный чемпион мира.
- 1970 — Борис Анатольевич Усов (впоследствии Белокуров) (ум. 2019), российский рок-музыкант, певец, поэт, фронтмен группы «Соломенные еноты», рок-журналист и кинокритик.
- 1973 — Юлия Высоцкая, российская актриса театра и кино, телеведущая, лауреат ТЭФИ (Программа «Едим дома!»).
- 1974
  - Алла Довлатова, российская радио- и телеведущая, актриса.
  - Дидье Кюш, швейцарский горнолыжник.
  - Кристина Эгерсеги, венгерская пловчиха, 5-кратная олимпийская чемпионка.
- 1978 — Валерия Кораблёва, российский журналист, ведущая информационной программы «Новости» на Первом канале.
- 1979
  - Фу Минся, китайская прыгунья в воду, 4-кратная олимпийская чемпионка
  - Xindl X (наст. имя Онджей Ладек), популярный чешский фолк-рок-исполнитель.
- 1985
  - Арден Чо, американская актриса и модель.
  - Кристин Милиоти, американская актриса
- 1986 — Тед-Ян Блумен, нидерландский и канадский конькобежец, олимпийский чемпион.
- 1987 — Кэри Прайс, канадский хоккеист, вратарь, олимпийский чемпион (2014), обладатель Кубка мира (2016).
- 1991
  - Анна Гассер, австрийская сноубордистка, двукратная олимпийская чемпионка в биг-эйре (2018, 2022).
  - Эванна Линч, ирландская актриса, снимавшаяся в фильмах о Гарри Поттере.
- 1992
  - Томас Крол, нидерландский конькобежец, олимпийский чемпион на дистанции 1000 м (2022).
  - Кантен Фийон Майе, французский биатлонист, двукратный олимпийский чемпион (2022), многократный чемпион мира.
- 1996 — Калеб Дрессел, американский пловец, 9-кратный олимпийский чемпион, многократный чемпион мира.
- 1999 — Карен Чен, американская фигуристка, выступающая в одиночном катании, олимпийская чемпионка в командном соревновании (2022), чемпионка США.

### XXI век
- 2001 — Янник Зиннер, итальянский теннисист.

## Скончались
См. также: Категория:Умершие 16 августа

### До XIX века
- 1358 — Альбрехт II Мудрый (р. 1298), герцог Австрийский и Штирийский.
- 1419 — Венцель (или Вацлав IV; р. 1361), король Германии (1376—1400) и Чехии (с 1378).
- 1585 — Ермак Тимофеевич (р. 1532), казачий атаман, покоритель Сибири.
- 1652 — Якоб Делагарди (р. 1583), шведский военный и государственный деятель.
- 1678 — Эндрю Марвелл (р. 1621), английский поэт.
- 1705 — Якоб Бернулли (р. 1654), швейцарский математик.

### XIX век
- 1837 — Христиан Людвиг Нич (р. 1782), немецкий зоолог, разработавший классификацию птиц.
- 1886 — Рамакришна (р. 1836), индийский духовный лидер, проповедник.
- 1893 — Жан Шарко (р. 1825), французский врач-психиатр, учитель Зигмунда Фрейда
- 1898 — Михаил Черняев (р. 1828), генерал-лейтенант русской армии, покоритель Туркестана.
- 1899 — Роберт Вильгельм Бунзен (р. 1811), немецкий химик, член-корреспондент Петербургской АН.

### XX век
- 1909 — Шмуэль Салант (р. 1816), главный ашкеназский раввин Иерусалима с 1840 года до своей смерти.
- 1911 — Дмитрий Самоквасов (р. 1843), русский археолог и историк.
- 1912 — Иоганн Мартин Шлейер (р. 1831), немецкий католический священник, создатель языка волапюк.
- 1919
  - Уллубий Буйнакский (р. 1890), один из организаторов борьбы за советскую власть в Дагестане.
  - Александр Извольский (р. 1856), дипломат, министр иностранных дел России (1906—1910 гг.).
- 1920
  - Джозеф Норман Локьер (р. 1836), английский астрофизик.
  - Алексей Шахматов (р. 1864), языковед, исследователь русского летописания, академик Петербургской АН.
- 1921 — Пётр I Карагеоргиевич (р. 1844), король сербов, хорватов и словенцев (с 1918).
- 1938
  - Андрей Глинка (р. 1864), словацкий католический священник и политик.
  - Роберт Джонсон (р. 1911), американский певец и гитарист.
- 1948 — Бейб Рут (р. 1895), выдающийся американский бейсболист.
- 1949 — Маргарет Митчелл (р. 1900), американская писательница («Унесённые ветром»).
- 1952 — Фриц Вайдлих (р. 1898), австрийский дирижёр и пианист.
- 1956 — Бела Лугоши (р. 1884), американский актёр венгерского происхождения.
- 1957 — Ирвинг Ленгмюр (р. 1881), американский химик, лауреат Нобелевской премии (1932).
- 1959 — Ванда Ландовска (р. 1879), польская пианистка и клавесинистка, музыкальный педагог.
- 1964 — Павел Арманд (р. 1902), советский кинорежиссёр и сценарист, автор песен.
- 1966 — Гавриил Никитич Горелов (р. 1880), русский советский художник, передвижник.
- 1969 — Марк Бернес (р. 1911), актёр, певец, артист эстрады, народный артист РСФСР.
- 1971 — Вильгельм Лист (р. 1880), немецкий фельдмаршал, командующий группой армий «А».
- 1972 — Пьер Брассёр (р. 1905), французский актёр.
- 1973 — Зельман Ваксман (р. 1888), американский микробиолог, лауреат Нобелевской премии по физиологии и медицине (1952).
- 1975 — Владимир Куц (р. 1927), спортсмен, олимпийский чемпион (1956) и рекордсмен мира в беге на 5 и 10 тысяч метров.
- 1977 — Элвис Пресли (р. 1935), американский певец, «король рок-н-ролла».
- 1987 — Андрей Миронов (р. 1941), актёр театра и кино, народный артист РСФСР.
- 1989 — Аманда Блейк (р. 1929), американская актриса.
- 1991 — Луиджи Дзампа (р. 1905), итальянский кинорежиссёр, сценарист и продюсер.
- 1993 — Стюарт Грейнджер (р. 1913), американский актёр.
- 1997 — Булат Минжилкиев (р. 1940), киргизский советский оперный певец (бас), народный артист СССР.

### XXI век
- 2003 — Иди Амин (р. 1928), диктатор Уганды (1971—1979).
- 2005 — Александр Гомельский (р. 1928), советский баскетбольный тренер.
- 2006 — Альфредо Стресснер (р. 1912), президент и диктатор Парагвая (1954—1989).
- 2009 — Игорь Ткаченко (р. 1964), российский военный лётчик, ведущий пилотажной группы «Русские витязи».
- 2014 — Всеволод Нестайко (р. 1930), советский и украинский детский писатель.
- 2016 — Жоао Авеланж (р. 1916), седьмой президент ФИФА (1974—1998).
- 2017
  - Вера Глаголева (р. 1956), российская актриса, сценарист, режиссёр и продюсер.
  - Кира Головко (р. 1919), актриса театра и кино, народная артистка РСФСР.
- 2020 — Николай Губенко (р. 1941), актёр театра и кино, кинорежиссёр и сценарист, народный артист РСФСР.

## Приметы
- Исаакий-малинник — срок поспевания лучшей малины.
- Антон-вихревей (иначе Антона называют ещё в народе орешником, ибо лесные орехи в аккурат созревают к этому дню).
- Вихри предвещали снежную зиму. Ветры — жди крутую зиму.
- Каков Антон — таков и октябрь.
- Уберёшься в доме — в кошельке весь год будет также.
- На Антона сильный холодный ветер — к морозной зиме; южный, теплый — к мягкой и снежной[15].